# Giro di Svizzera 1998
Il Giro di Svizzera 1998, sessantaduesima edizione della corsa, valido come evento UCI categoria 2.HC, si svolse dal 16 al 25 giugno 1998 per un percorso di 1 495,7 km suddiviso in nove tappe precedute da un cronoprologo. Fu vinto dall'italiano Stefano Garzelli, che terminò la corsa in 37h 6' 26" alla media di 40,3 km/h.
Alla partenza da Bienne erano presenti 150 ciclisti, dei quali 86 portarono a termine il giro a Berna.

## Tappe
| Tappa  | Data      | Percorso                              | km      | Vincitore di tappa | Leader cl. generale |
| ------ | --------- | ------------------------------------- | ------- | ------------------ | ------------------- |
| Prol.  | 16 giugno | Bienne (Cron. individuale)            | 5,6     | Laurent Jalabert   | Laurent Jalabert    |
| 1ª     | 17 giugno | Bienne > Villars-sur-Ollon            | 178     | Davide Rebellin    | Davide Rebellin     |
| 2ª     | 18 giugno | Aigle > Ulrichen                      | 159     | Markus Zberg       | Davide Rebellin     |
| 3ª     | 19 giugno | Oberwald > Varese (ITA)               | 208     | Laurent Jalabert   | Davide Rebellin     |
| 4ª     | 20 giugno | Varese (ITA) > Lenzerheide            | 225     | Stefano Garzelli   | Davide Rebellin     |
| 5ª     | 21 giugno | Lenzerheide > Lenzerheide             | 156,1   | Stefano Garzelli   | Stefano Garzelli    |
| 6ª     | 22 giugno | Haag (AUT) > Morschach                | 162     | Volodymyr Duma     | Stefano Garzelli    |
| 7ª     | 23 giugno | Ingenbohl > Huttwil                   | 180     | Niki Aebersold     | Stefano Garzelli    |
| 8ª     | 24 giugno | Ittigen > Ittigen (Cron. individuale) | 29      | Laurent Jalabert   | Stefano Garzelli    |
| 9ª     | 25 giugno | Berna > Berna                         | 193     | Niki Aebersold     | Stefano Garzelli    |
| Totale | Totale    | Totale                                | 1 495,7 |                    |                     |

## Squadre partecipanti
| N.    | Cod. | Squadra                 |
| ----- | ---- | ----------------------- |
| 1-9   | CSO  | Casino-Ag2r             |
| 11-19 | TEL  | Team Deutsche Telekom   |
| 21-29 | ONC  | ONCE                    |
| 31-39 | COF  | Cofidis                 |
| 41-49 | FDJ  | Française des Jeux      |
| 51-59 | FES  | Festina-Lotus           |
| 61-69 | AMO  | Amore & Vita-Forzarcore |
| 71-79 | ASI  | Asics-CGA               |
| 81-89 | BAL  | Ballan                  |

| N.      | Cod. | Squadra               |
| ------- | ---- | --------------------- |
| 91-99   | MAP  | Mapei-Bricobi         |
| 101-109 | MER  | Mercatone Uno-Bianchi |
| 111-119 | PLT  | Team Polti            |
| 121-128 | RMY  | Ros Mary-Amica Chips  |
| 131-139 | SAE  | Saeco-Cannondale      |
| 141-149 | SCR  | Scrigno-Gaerne        |
| 151-159 | RAB  | Rabobank              |
| 161-169 | ERI  | Ericsson-Villiger     |

## Dettagli delle tappe

### Prologo
- 16 giugno: Bienne – Cronometro individuale – 5,6 km

Risultati
| Pos. | Corridore        | Squadra       | Tempo |
| ---- | ---------------- | ------------- | ----- |
| 1    | Laurent Jalabert | ONCE          | 6'35" |
| 2    | Philippe Gaumont | Cofidis       | a 2"  |
| 3    | Jan Ullrich      | Deutsche Tel. | a 4"  |

| Pos. | Corridore        | Squadra       | Tempo |
| ---- | ---------------- | ------------- | ----- |
| 1    | Laurent Jalabert | ONCE          | 6'35" |
| 2    | Philippe Gaumont | Cofidis       | a 2"  |
| 3    | Jan Ullrich      | Deutsche Tel. | a 4"  |

### 1ª tappa
- 17 giugno: Bienne > Villars-sur-Ollon – 178 km

Risultati
| Pos. | Corridore            | Squadra    | Tempo    |
| ---- | -------------------- | ---------- | -------- |
| 1    | Davide Rebellin      | Team Polti | 4h42'54" |
| 2    | Francesco Casagrande | Cofidis    | a 41"    |
| 3    | Beat Zberg           | Rabobank   | s.t.     |

| Pos. | Corridore        | Squadra    | Tempo    |
| ---- | ---------------- | ---------- | -------- |
| 1    | Davide Rebellin  | Team Polti | 4h49'43" |
| 2    | Laurent Jalabert | ONCE       | a 17"    |
| 3    | Beat Zberg       | Rabobank   | a 26"    |

### 2ª tappa
- 18 giugno: Aigle > Ulrichen – 159 km

Risultati
| Pos. | Corridore        | Squadra    | Tempo    |
| ---- | ---------------- | ---------- | -------- |
| 1    | Markus Zberg     | Post Swiss | 3h33'09" |
| 2    | Niki Aebersold   | Post Swiss | s.t.     |
| 3    | Daniele Nardello | Mapei      | s.t.     |

| Pos. | Corridore        | Squadra    | Tempo    |
| ---- | ---------------- | ---------- | -------- |
| 1    | Davide Rebellin  | Team Polti | 8h22'52" |
| 2    | Laurent Jalabert | ONCE       | a 27"    |
| 3    | Beat Zberg       | Rabobank   | a 32"    |

### 3ª tappa
- 19 giugno: Oberwald > Varese (Italia) – 208 km

Risultati
| Pos. | Corridore        | Squadra       | Tempo    |
| ---- | ---------------- | ------------- | -------- |
| 1    | Laurent Jalabert | ONCE          | 4h59'42" |
| 2    | Beat Zberg       | Rabobank      | s.t.     |
| 3    | Stefano Garzelli | Mercatone Uno | s.t.     |

| Pos. | Corridore        | Squadra    | Tempo     |
| ---- | ---------------- | ---------- | --------- |
| 1    | Davide Rebellin  | Team Polti | 13h22'34" |
| 2    | Laurent Jalabert | ONCE       | a 17"     |
| 3    | Beat Zberg       | Rabobank   | a 26"     |

### 4ª tappa
- 20 giugno: Varese (Italia) > Lenzerheide – 225 km

Risultati
| Pos. | Corridore        | Squadra       | Tempo    |
| ---- | ---------------- | ------------- | -------- |
| 1    | Stefano Garzelli | Mercatone Uno | 6h06'57" |
| 2    | Davide Rebellin  | Team Polti    | a 21"    |
| 3    | Wladimir Belli   | Festina-Lotus | s.t.     |

| Pos. | Corridore        | Squadra       | Tempo     |
| ---- | ---------------- | ------------- | --------- |
| 1    | Davide Rebellin  | Team Polti    | 19h29'46" |
| 2    | Stefano Garzelli | Mercatone Uno | a 10"     |
| 3    | Beat Zberg       | Rabobank      | a 32"     |

### 5ª tappa
- 21 giugno: Lenzerheide > Lenzerheide – 156,1 km

Risultati
| Pos. | Corridore        | Squadra       | Tempo    |
| ---- | ---------------- | ------------- | -------- |
| 1    | Stefano Garzelli | Mercatone Uno | 4h24'09" |
| 2    | Leonardo Piepoli | Saeco         | s.t.     |
| 3    | Daniele De Paoli | Ros Mary      | s.t.     |

| Pos. | Corridore        | Squadra       | Tempo     |
| ---- | ---------------- | ------------- | --------- |
| 1    | Stefano Garzelli | Mercatone Uno | 23h56'55" |
| 2    | Beat Zberg       | Rabobank      | a 1'19"   |
| 3    | Leonardo Piepoli | Saeco         | s.t.      |

### 6ª tappa
- 22 giugno: Haag (AUT) > Morschach – 162 km

Risultati
| Pos. | Corridore            | Squadra     | Tempo    |
| ---- | -------------------- | ----------- | -------- |
| 1    | Volodymyr Duma       | Scrigno     | 3h54'37" |
| 2    | Rolf Huser           | Post Swiss  | a 2"     |
| 3    | Christophe Agnolutto | Casino-Ag2r | a 11"    |

| Pos. | Corridore        | Squadra       | Tempo     |
| ---- | ---------------- | ------------- | --------- |
| 1    | Stefano Garzelli | Mercatone Uno | 28h00'14" |
| 2    | Leonardo Piepoli | Saeco         | a 1'23"   |
| 3    | Beat Zberg       | Rabobank      | a 1'30"   |

### 7ª tappa
- 23 giugno: Ingenbohl > Huttwil – 180 km

Risultati
| Pos. | Corridore      | Squadra       | Tempo    |
| ---- | -------------- | ------------- | -------- |
| 1    | Niki Aebersold | Post Swiss    | 4h01'40" |
| 2    | Robbie McEwen  | Rabobank      | a 16"    |
| 3    | Erik Zabel     | Deutsche Tel. | s.t.     |

| Pos. | Corridore        | Squadra       | Tempo     |
| ---- | ---------------- | ------------- | --------- |
| 1    | Stefano Garzelli | Mercatone Uno | 32h02'10" |
| 2    | Leonardo Piepoli | Saeco         | a 1'23"   |
| 3    | Beat Zberg       | Rabobank      | a 1'30"   |

### 8ª tappa
- 24 giugno: Ittigen > Ittigen – (Cron. individuale) - 29 km

Risultati
| Pos. | Corridore        | Squadra       | Tempo  |
| ---- | ---------------- | ------------- | ------ |
| 1    | Laurent Jalabert | ONCE          | 38'18" |
| 2    | Beat Zberg       | Rabobank      | a 9"   |
| 3    | Jan Ullrich      | Deutsche Tel. | a 22"  |

| Pos. | Corridore        | Squadra       | Tempo     |
| ---- | ---------------- | ------------- | --------- |
| 1    | Stefano Garzelli | Mercatone Uno | 32h41'13" |
| 2    | Beat Zberg       | Rabobank      | a 53"     |
| 3    | Wladimir Belli   | Festina-Lotus | a 1'51"   |

### 9ª tappa
- 25 giugno: Berna > Berna – 193 km

Risultati
| Pos. | Corridore      | Squadra     | Tempo    |
| ---- | -------------- | ----------- | -------- |
| 1    | Niki Aebersold | Post Swiss  | 4h24'57" |
| 2    | Volodymyr Duma | Scrigno     | s.t.     |
| 3    | Pascal Richard | Casino-Ag2r | s.t.     |

## Classifiche finali

### Classifica generale
| Pos. | Corridore            | Squadra       | Tempo     |
| ---- | -------------------- | ------------- | --------- |
| 1    | Stefano Garzelli     | Mercatone Uno | 37h06'26" |
| 2    | Beat Zberg           | Rabobank      | a 53"     |
| 3    | Wladimir Belli       | Festina-Lotus | a 1'51"   |
| 4    | Leonardo Piepoli     | Saeco         | a 2'24"   |
| 5    | Francesco Casagrande | Cofidis       | a 2'41"   |
| 6    | Roland Meier         | Cofidis       | a 3'25"   |
| 7    | Aleksandr Šefer      | Asics-CGA     | a 3'35"   |
| 8    | Davide Rebellin      | Team Polti    | a 3'43"   |
| 9    | Peter Luttenberger   | Rabobank      | a 4'04"   |
| 10   | Jan Ullrich          | Deutsche Tel. | a 4'57"   |